# The Seventh Seal (сингл)
The Seventh Seal (с англ. — «Седьмая Печать») — сорок первый в общем и первый с альбома Balance сингл хард-рок группы Van Halen, выпущенный в 1994 году на лейбле Warner Bros. Records.

## О сингле
Достиг 36 строчки в хит-параде Hot Mainstream Rock Tracks.
Песня была номинирована на премию «Грэмми» за Лучшее хард-рок исполнение.
Песня имеет мистические обертоны, которые пришли, в частности, от новообретённой трезвости Эдди. Его психотерапевт Сат-Каур Халса посоветовал ему расслабиться и представить себе, где он находится после шести банок пива. После двадцати лет курения сигарет, пива и игры на гитаре он попробовал писать трезвые песни и написал три песни за полчаса.

## Список композиций
| №  | Название           | Длительность |
| -- | ------------------ | ------------ |
| 1. | «The Seventh Seal» | 5:18         |

## Участники записи
- Алекс Ван Хален — ударные
- Эдди Ван Хален — электрогитара, бэк-вокал,
- Майкл Энтони — бас-гитара, бэк-вокал
- Сэмми Хагар — вокал